# لیا مارتیروسیان
لیا مارتیروسیان ( انگلیسی: Lia Martirosyan؛ ۹ ژوئن ۱۹۸۸) یک شطرنج‌باز زن اهل ارمنستان است که دارنده عنوان استاد فیده زنان می‌باشد.

## زندگی‌نامه
در ۹ ژوئن ۱۹۸۸ به دنیا آمد